# Helmut Hamann
Helmut Hamann (né le 31 août 1912 à Berlin - mort le 22 juin 1941 à Siedliszcze) est un athlète allemand spécialiste du 400 mètres.

## Palmarès

### Jeux olympiques d'été
- Athlétisme aux Jeux olympiques de 1936 à Berlin,  Allemagne
  -  Médaille de bronze du relais 4 × 400 m

### Championnats d'Europe d'athlétisme
- Championnats d'Europe d'athlétisme 1934 à Turin,  Italie
  -  Médaille d'or du relais 4 × 400 m